# Обидов, Усманжан
Усманжан Обидов (узб. Obidov Usmonxon; род. 20 января 1931) — советский, узбекский педагог. Народный учитель СССР (1991).

## Биография
Родился в Тюря-Курганском районе (ныне в Наманганской области Узбекистана).
В 1957 году окончил Ферганский педагогический институт.
С 1954 по 1995 год — учитель средней школы N 10 имени И. Муминова Туракурганского района Наманганской области. Он первым в районе создал класс физики и оборудовал его в соответствии с современными требованиями.
Дальнейшая судьба неизвестна.

## Награды и звания
- Народный учитель СССР (1991)
- Медаль «Шухрат» (1994)